# 戈宾德加尔
戈宾德加尔（Gobindgarh），是印度旁遮普邦Fatehgarh Sahib县的一个城镇。总人口55416（2001年）。

## 人口
该地2001年总人口55416人，其中男性31030人，女性24386人；0—6岁人口6795人，其中男3790人，女3005人；识字率69.50%，其中男性为71.70%，女性为66.69%。